# Li Na (filha de Mao Tse-tung)

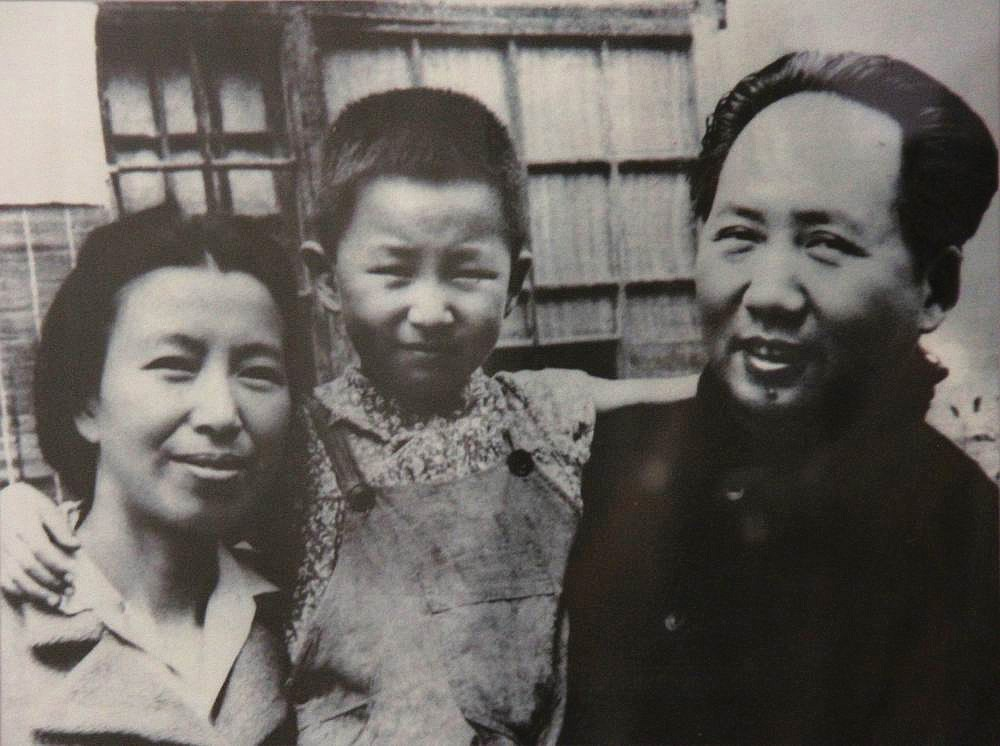
Li Na, como uma jovem, com seus pais Jiang Qing e Mao Zedong.

Li Na (chinês tradicional: 李訥, chinês simplificado: 李讷; pinyin: Lĭ Nà, nascida em 1940) ou Li Ne, é a filha de Mao Tsé-tung e sua quarta esposa, Jiang Qing, e sua única filha juntos. Seu sobrenome é Li, em vez de Mao, porque seu pai usou o pseudônimo "Li Desheng" (chinês tradicional: 李得勝, chinês simplificado: 李得胜) por um período de tempo durante a Guerra Civil Chinesa.
Os nomes de Li Na e sua irmã Li Min vem Livro 4 dos Analectos de Confúcio:  "ne yu yan er min yu xing" (讷于言而敏于行 significando, lento no falar e sincero na conduta).
Li Na nasceu em Yan'an em 1940. Graduou-se da Universidade de Pequim em 1966. Após a graduação, trabalhou na Jiefangjun bao.
Ela era um membro do 10º Congresso Nacional do Partido Comunista da China em 1973, e chefe do Partido do CPC Comitê do Condado Pinggu e Secretária Adjunta do CPC Comitê de Pequim de 1974 a 1975.
Desde 2003, Li Na é membro da Conferência Consultiva Política do Povo Chinês.